# Ängenäs (naturreservat)
Ängenäs är ett naturreservat i Finspångs kommun i Östergötlands län.
Området är naturskyddat sedan 2016 och är 162 hektar stort. Reservatet sträcker sig inåt från nordvästra stranden av Glan, vid gården Ängenäs. Reservatet består av brandpräglad tallnaturskog och tidigare betesmark nu bevuxen med ädelövträd.